# Campeones del Bicentenario
Campeones del Bicentenario o Campeón del Bicentenario es la denominación que recibieron aquellos equipos de fútbol que alcanzaron el título de las máximas categorías de sus respectivos países durante el año de la celebración del aniversario número doscientos de la independencia de dichas naciones, como por ejemplo Universidad Católica en Chile, Toluca en México, o Estudiantes de La Plata en Argentina.

## Clubes campeones en el Bicentenario 2010
| País      | Campeones en Primera División              |
| --------- | ------------------------------------------ |
| Argentina | Argentinos Juniors Estudiantes de La Plata |
| Chile     | Universidad Católica                       |
| Colombia  | Junior Once Caldas                         |
| México    | Toluca Monterrey                           |

## Desglose de los campeones en el Bicentenario 2010
Argentinos Juniors (Argentina)
El 16 de mayo de 2010, Argentinos Juniors consigue el título del Clausura ganándole en la última fecha a Huracán por 2:1. Una semana antes se encontraba a un punto del líder Estudiantes de La Plata.
| Argentina                    |
| Argentinos Juniors 3º Título |

Estudiantes de La Plata (Argentina)
El 12 de diciembre de 2010, ratificando el buen desempeño del primer semestre del año, Estudiantes de La Plata venció a Arsenal por 2:0, con goles de Hernán Rodrigo López, y se consagró campeón del Torneo Apertura, conquistando el quinto título oficial de Primera División en su historia. Sumó 45 unidades, superando por dos a Vélez Sarsfield, realizando su mejor campaña desde que en el fútbol argentino comenzaron a disputarse «torneos cortos», siendo, asimismo, la de mayor efectividad entre los planteles de Estudiantes que lograron consagrarse campeones de torneos oficiales de AFA, habiendo obtenido el 79% de los puntos en disputa.
| Argentina                         |
| Estudiantes de La Plata 5º Título |

Universidad Católica (Chile)

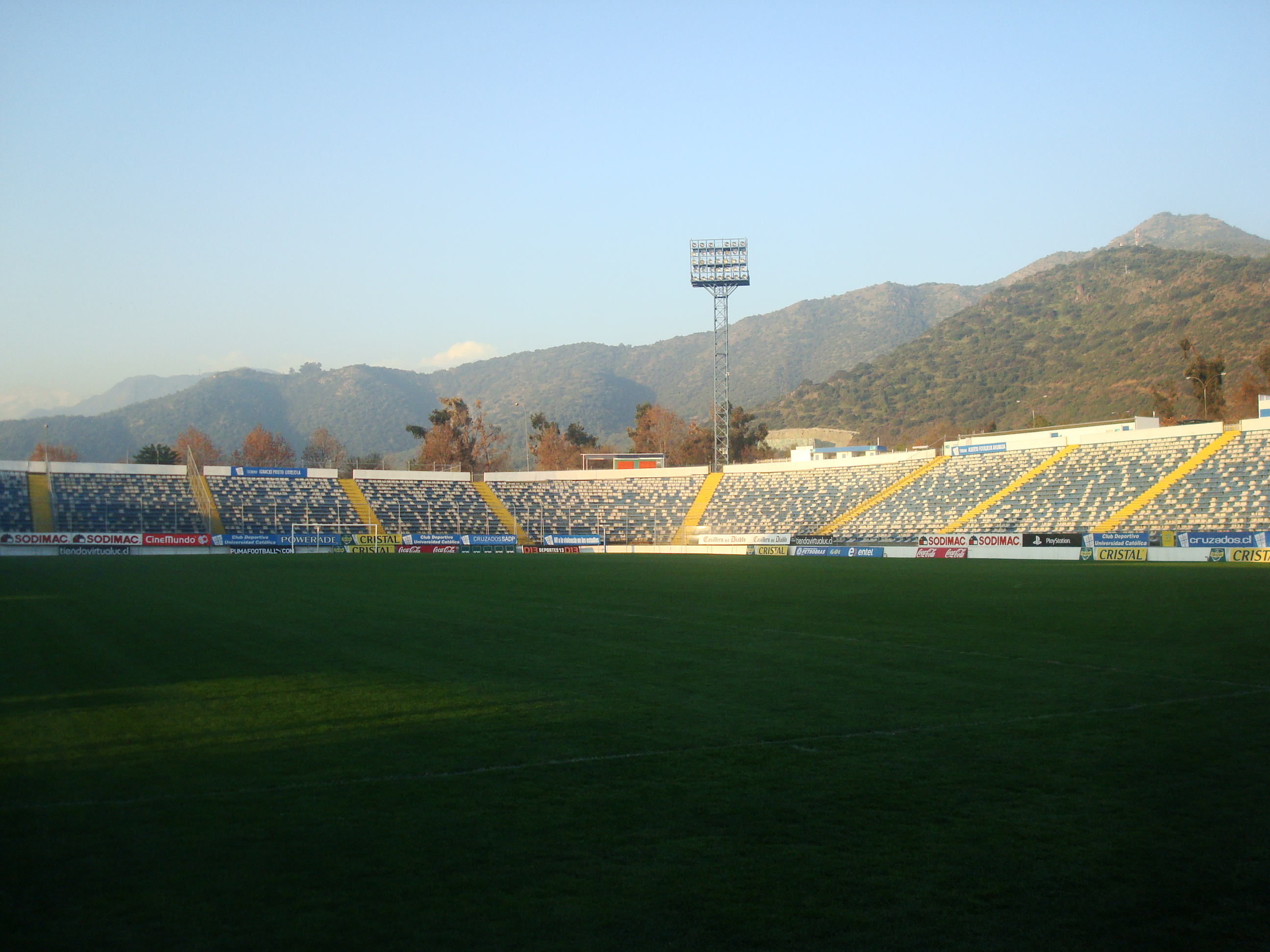
En el Estadio San Carlos de Apoquindo, Universidad Católica conquistó el título 2010 en el año del Bicentenario de Chile.

Universidad Católica mostró un gran coraje y calidad futbolística transformándose en un merecido campeón de la Primera División de Chile. A falta de escasas fechas para el final del torneo, Colo-Colo, rival directo en la disputa por el título, poseía una cómoda ventaja de 7 puntos, pero Católica supo remontar la diferencia destacando los triunfos sobre Universidad de Chile por 4:2 y Cobreloa en Calama por 3:2 con un gol agónico de Juan Eluchans. La vuelta olímpica tuvo lugar en el Estadio San Carlos de Apoquindo el 5 de diciembre de ese año, luego de que Universidad Católica derrotara a Everton por 5:0 y obtuviera así su décima estrella en torneos oficiales. Fue el primer equipo chileno en ganar el Huemul de Plata. Tras este logro, el club adoptó la denominación "Campeón del Bicentenario".

"Universidad Católica es el campeón del Bicentenario. Con justicia bajó la décima estrella a la rica historia 'cruzada'. Y viniendo de atrás, remontando una desventaja que parecía inalcanzable."

| Chile                           |
| Universidad Católica 10º Título |

Junior (Colombia)
Tras su eliminación en Copa Libertadores 2010, Junior centró todas sus fuerzas en el Torneo Apertura, clasificando a las semifinales como tercero y luego eliminando al Medellín 3:2. En la final derrotó a Equidad también por 3:2 en el mismo marcador global. Junior obtenía así la tan esperada sexta estrella y la clasificación directa a la Copa Libertadores 2011.
| Colombia         |
| Junior 6º Título |

Once Caldas (Colombia)

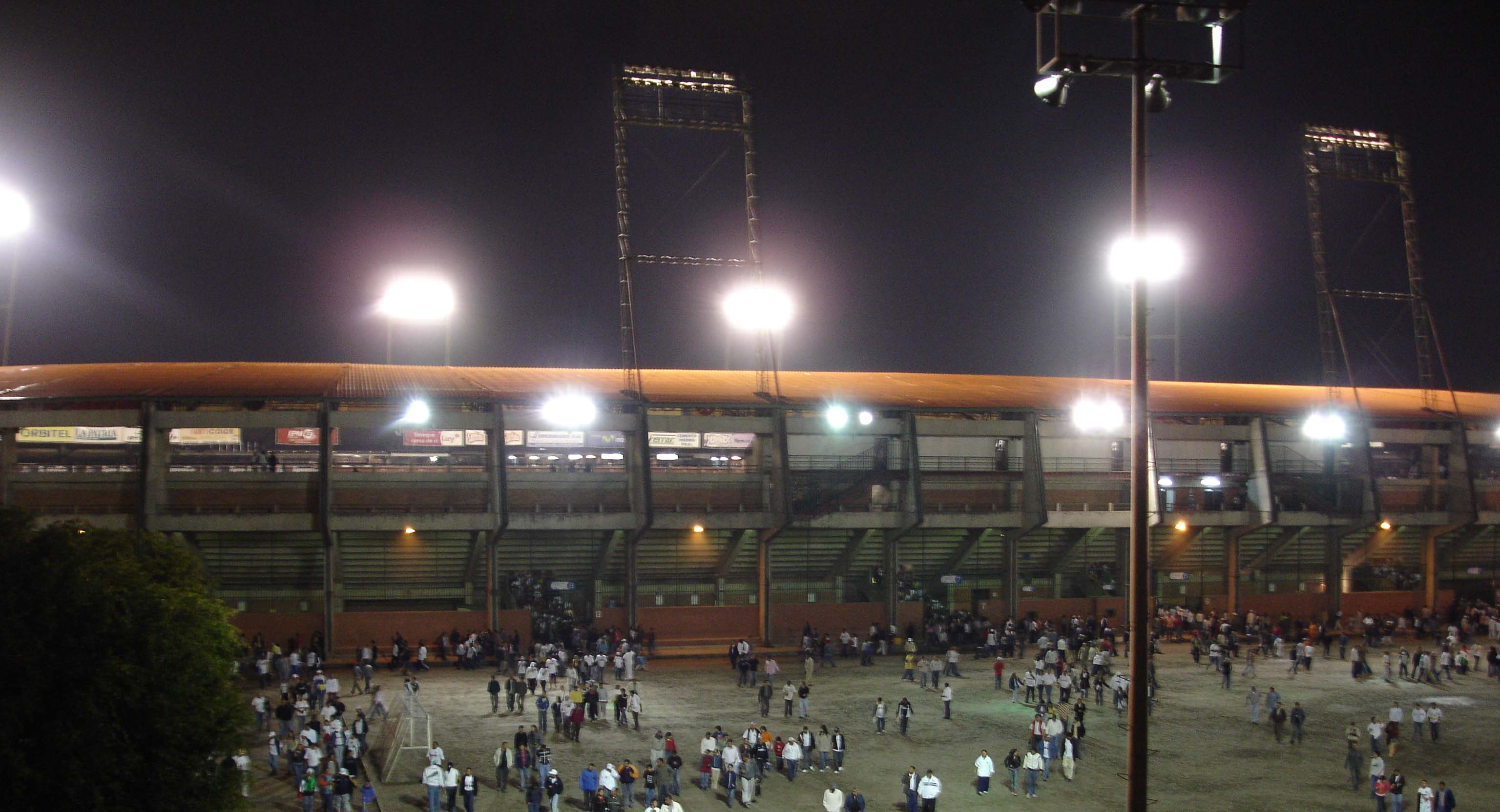
Once Caldas alcanzó su 4º título en el Estadio Palogrande de Manizales.

Por el Grupo A del Torneo Finalización el líder sería Deportes Tolima convirtiéndose en el rival del equipo manizaleño en la final. El partido de ida se jugó en el Estadio Manuel Murillo Toro de Ibagué, con marcador de 2:1 a favor del Tolima, y la vuelta en Manizales en el Estadio Palogrande, con marcador de 3:1 a favor del Once Caldas. El resultado global de 4:3 a favor le permitió coronarse campeón y tener la cuarta estrella en su escudo.
| Colombia              |
| Once Caldas 4º Título |

Toluca (México)

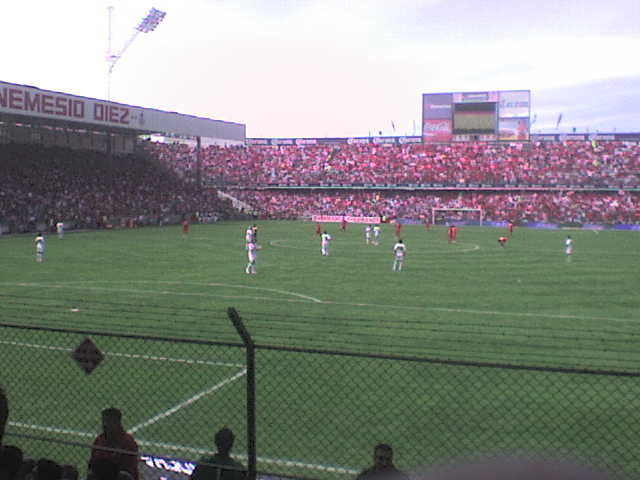
Estadio Nemesio Díez, escenario del triunfo del Deportivo Toluca ante Santos Laguna.

Durante el primer semestre del 2010, la Federación Mexicana de Fútbol decidió renombrar el torneo a "Bicentenario 2010" en honor a los 200 años celebrados por la Independencia de México. 
El Toluca se mantuvo bajo la dirécción técnica de José Manuel de la Torre y finalizó el torneo como segundo lugar de su grupo y tercer lugar general; tras clasificar a la liguilla, el Deportivo eliminó al América en los cuartos y al Pachuca en las semifinales para volver a clasificar a la final. En dicha instancia su rival fue Santos Laguna.

"Ni Apertura ni Clausura, el Bicentenario 2010 quedará para siempre en la historia de uno de los dos equipos que se citan esta tarde a partir de las 12:00 horas en el Estadio Nemesio Díez"

Finalmente  Toluca culminaría coronándose campeón tras vencer al Santos Laguna mediante penales.
| México            |
| Toluca 10º Título |

Monterrey (México)
El 5 de diciembre de 2010, en el encuentro final de regreso jugado en el Estadio Tecnológico, el partido culminó en su primera mitad con la ventaja para los locales de 1:0. En los últimos 45 minutos el equipo del Monterrey logró 2 goles que dejarían el marcador 3:0 (Global de 5:3 donde Humberto Suazo fue el autor de 3 goles), con lo cual el equipo regiomontano de la mano de Víctor Manuel Vucetich conseguiría su 4º título del fútbol mexicano.
| México              |
| Monterrey 4º Título |

## Clubes campeones en el Bicentenario 2010-2011
| País      | Campeones en Primera División |
| --------- | ----------------------------- |
| Venezuela | Deportivo Táchira             |

Si bien el proceso de independencia de Venezuela se produjo entre 1810 y 1811, el gobierno fijó en el 2010 el año de la conmemoración y las actividades finalizan el 2011.

## Clubes campeones en el Bicentenario 2011
| País     | Campeones en Primera División |
| -------- | ----------------------------- |
| Paraguay | Nacional Olimpia              |